# Paraeuops quadrifasciculatus
Paraeuops quadrifasciculatus es una especie de coleóptero de la familia Attelabidae.

## Distribución geográfica
Habita en Australia.